# Mosha Zhen
Mosha Zhen (kinesiska: 漠沙, 漠沙镇) är en köping i Kina. Den ligger i provinsen Yunnan, i den sydvästra delen av landet, omkring 170 kilometer sydväst om provinshuvudstaden Kunming. Antalet invånare är 35 806. Befolkningen består av 17 499 kvinnor och 18 307 män. Barn under 15 år utgör 17,0 %, vuxna 15-64 år 74 %, och äldre över 65 år 8,0 %.
Genomsnittlig årsnederbörd är 1 128 millimeter. Den regnigaste månaden är juli, med i genomsnitt 226 mm nederbörd, och den torraste är februari, med 9 mm nederbörd.